# 金子智一
金子 智一（かねこ ともかず）は、拓殖大学出身の躰道選手。多摩地区躰道協会所属。1997年ヘルシンキ世界選手権、2005年ヨーテボリ世界選手権、2009年広島世界選手権の個人実戦金メダリスト。

## 経歴
- 1996年 全国学生躰道優勝大会　男子個人実戦競技1位
- 1996年 全日本躰道選手権大会　男子個人実戦競技1位
- 1997年 世界躰道選手権大会　男子個人実戦競技1位、団体実戦競技1位
- 1997年 全日本躰道選手権大会　男子個人実戦競技1位
- 1998年 全国社会人躰道優勝大会　男子個人実戦競技1位
- 1998年 全日本躰道選手権大会　男子個人実戦競技1位
- 1999年 全日本躰道選手権大会　男子個人実戦競技1位、男子個人法形競技1位
- 1998年 全国社会人躰道優勝大会　男子個人実戦競技1位
- 2000年 全日本躰道選手権大会　男子個人実戦競技1位、男子個人法形競技2位
- 2005年 全日本躰道選手権大会　男子個人実戦競技1位
- 2005年 世界躰道選手権大会　男子個人実戦競技1位
- 2006年 全日本躰道選手権大会　男子個人実戦競技3位
- 2007年 全国社会人躰道優勝大会　男子個人実戦競技1位、男子個人法形競技2位
- 2007年 全日本躰道選手権大会　男子個人実戦競技1位
- 2008年 全国社会人躰道優勝大会　男子個人実戦競技1位、男子個人法形競技3位、最高師範杯
- 2008年 全日本躰道選手権大会　男子個人実戦競技3位
- 2009年 全国社会人躰道優勝大会　男子個人法形競技2位
- 2009年 全日本躰道選手権大会　男子個人実戦競技2位
- 2009年 世界躰道選手権大会　男子個人実戦競技1位
- 2010年 全国社会人躰道優勝大会　男子個人法形競技3位
- 2010年 全日本躰道選手権大会　男子個人実戦競技2位
- 2011年 全国社会人躰道優勝大会　男子個人実戦競技3位、男子個人法形競技2位
- 2012年 全国社会人躰道優勝大会　男子個人実戦競技1位、男子個人法形競技2位、最高師範杯